# Clyde High School (Ohio)
 For alternative betydninger, se Clyde High School. (Se også artikler, som begynder med Clyde High School)
Clyde High School er en offentlig high school i Clyde, Ohio, USA. Clyde High School er den eneste high school i Clyde og i dens skoledistrikt Clyde-Green Springs Schools. Clyde High Schools sportkaldenavn er Clyde Fliers. Skolens skoleinspektør er William Webb.